# Cojedes (Wenezuela)
Cojedes – miasto w Wenezueli, w stanie Cojedes.